# 氯化镉铯
氯化镉铯（CsCdCl3）是一种合成晶体材料。它属于AMX3组（A = 碱金属，M = 二价金属，X = 卤素离子）。它在六方空间群P63/mmc结晶，晶胞长度a = 7.403 Å而c = 18.406 Å，其中一个镉离子具有D3d对称，另一个具有C3v对称。
它由含有等化学计量比的氯化铯和氯化镉溶液的盐酸溶液中结晶得到。